# Pokémon (serie di videogiochi)

Logo ufficiale della serie Pokémon

Pokémon è una serie di videogiochi sviluppati da Game Freak e pubblicati da Nintendo e The Pokémon Company, parte del più ampio franchise Pokémon.
Ideati da Satoshi Tajiri con l'assistenza di Ken Sugimori, i primi capitoli (Pokémon Aka e Midori) furono commercializzati soltanto in Giappone nel 1996; due anni più tardi, ricevettero una distribuzione internazionale sotto il nome di Pokémon Rosso e Blu.
All'inizio del 2023, la serie aveva venduto oltre 400 milioni di copie in tutto il mondo.

## Videogiochi
| 1996 | Aka e Midori                          |
| 1996 | Ao                                    |
| 1997 |                                       |
| 1998 | Giallo                                |
| 1998 | Rosso e Blu                           |
| 1999 | Oro e Argento                         |
| 2000 | Cristallo                             |
| 2001 |                                       |
| 2002 | Rubino e Zaffiro                      |
| 2003 |                                       |
| 2004 | Rosso Fuoco e Verde Foglia            |
| 2004 | Smeraldo                              |
| 2005 |                                       |
| 2006 | Diamante e Perla                      |
| 2007 |                                       |
| 2008 | Platino                               |
| 2009 | Oro HeartGold e Argento SoulSilver    |
| 2010 | Nero e Bianco                         |
| 2011 |                                       |
| 2012 | Nero 2 e Bianco 2                     |
| 2013 | X e Y                                 |
| 2014 | Rubino Omega e Zaffiro Alpha          |
| 2015 |                                       |
| 2016 | Sole e Luna                           |
| 2017 | Ultrasole e Ultraluna                 |
| 2018 | Let's Go, Pikachu! e Let's Go, Eevee! |
| 2019 | Spada e Scudo                         |
| 2020 |                                       |
| 2021 | Diamante Lucente e Perla Splendente   |
| 2022 | Leggende: Arceus                      |
| 2022 | Scarlatto e Violetto                  |
| 2023 |                                       |
| 2024 |                                       |
| 2025 | Leggende: Z-A                         |

Di seguito sono elencati tutti i videogiochi della serie.

### Capitoli principali
| Titolo                                         | Date di uscita    | Date di uscita    | Date di uscita   | Piattaforma      |
| Titolo                                         | Giappone          | Stati Uniti       | Europa           | Piattaforma      |
| ---------------------------------------------- | ----------------- | ----------------- | ---------------- | ---------------- |
| Pokémon Aka e Midori                           | 27 febbraio 1996  | —                 | —                | Game Boy         |
| Pokémon Giallo                                 | 12 settembre 1998 | 1º ottobre 1999   | 16 giugno 2000   | Game Boy         |
| Pokémon Rosso e Blu                            | —                 | 28 settembre 1998 | 4 ottobre 1999   | Game Boy         |
| Pokémon Oro e Argento                          | 21 novembre 1999  | 15 ottobre 2000   | 6 aprile 2001    | Game Boy Color   |
| Pokémon Cristallo                              | 14 dicembre 2000  | 29 luglio 2001    | 2 novembre 2001  | Game Boy Color   |
| Pokémon Rubino e Zaffiro                       | 21 novembre 2002  | 19 marzo 2003     | 25 luglio 2003   | Game Boy Advance |
| Pokémon Rosso Fuoco e Verde Foglia             | 29 gennaio 2004   | 9 settembre 2004  | 1º ottobre 2004  | Game Boy Advance |
| Pokémon Smeraldo                               | 16 settembre 2004 | 1º maggio 2005    | 21 ottobre 2005  | Game Boy Advance |
| Pokémon Diamante e Perla                       | 28 settembre 2006 | 22 aprile 2007    | 27 luglio 2007   | Nintendo DS      |
| Pokémon Platino                                | 13 settembre 2008 | 22 marzo 2009     | 22 maggio 2009   | Nintendo DS      |
| Pokémon Oro HeartGold e Argento SoulSilver     | 12 settembre 2009 | 14 marzo 2010     | 26 marzo 2010    | Nintendo DS      |
| Pokémon Nero e Bianco                          | 18 settembre 2010 | 4 marzo 2011      | 6 marzo 2011     | Nintendo DS      |
| Pokémon Nero 2 e Bianco 2                      | 23 giugno 2012    | 7 ottobre 2012    | 12 ottobre 2012  | Nintendo DS      |
| Pokémon X e Y                                  | 12 ottobre 2013   | 12 ottobre 2013   | 12 ottobre 2013  | Nintendo 3DS     |
| Pokémon Rubino Omega e Zaffiro Alpha           | 21 novembre 2014  | 21 novembre 2014  | 28 novembre 2014 | Nintendo 3DS     |
| Pokémon Sole e Luna                            | 18 novembre 2016  | 18 novembre 2016  | 23 novembre 2016 | Nintendo 3DS     |
| Pokémon Ultrasole e Ultraluna                  | 17 novembre 2017  | 17 novembre 2017  | 17 novembre 2017 | Nintendo 3DS     |
| Pokémon: Let's Go, Pikachu! e Let's Go, Eevee! | 16 novembre 2018  | 16 novembre 2018  | 16 novembre 2018 | Nintendo Switch  |
| Pokémon Spada e Scudo                          | 15 novembre 2019  | 15 novembre 2019  | 15 novembre 2019 | Nintendo Switch  |
| Pokémon Diamante Lucente e Perla Splendente    | 19 novembre 2021  | 19 novembre 2021  | 19 novembre 2021 | Nintendo Switch  |
| Leggende Pokémon: Arceus                       | 28 gennaio 2022   | 28 gennaio 2022   | 28 gennaio 2022  | Nintendo Switch  |
| Pokémon Scarlatto e Violetto                   | 18 novembre 2022  | 18 novembre 2022  | 18 novembre 2022 | Nintendo Switch  |

### Spin-off
| Titolo                                                                      | Date di uscita    | Date di uscita    | Date di uscita    | Piattaforma       |
| Titolo                                                                      | Giappone          | Stati Uniti       | Europa            | Piattaforma       |
| --------------------------------------------------------------------------- | ----------------- | ----------------- | ----------------- | ----------------- |
| Pokémon Trading Card Game                                                   | 18 dicembre 1998  | 31 marzo 2000     | 8 dicembre 2000   | Game Boy Color    |
| Hey You, Pikachu!                                                           | 12 dicembre 1998  | 6 novembre 2000   | —                 | Nintendo 64       |
| Pokémon Snap                                                                | 21 marzo 1999     | 30 giugno 1999    | 15 settembre 2000 | Nintendo 64       |
| Pokémon Stadium                                                             | 30 aprile 1999    | 6 marzo 2000      | 7 aprile 2000     | Nintendo 64       |
| Pokémon Pinball                                                             | 14 aprile 1999    | 28 giugno 1999    | 6 ottobre 2000    | Game Boy Color    |
| Pokémon Puzzle League                                                       | —                 | 25 settembre 2000 | 16 marzo 2001     | Nintendo 64       |
| Pokémon Puzzle Challenge                                                    | 21 settembre 2000 | 4 dicembre 2000   | 15 giugno 2001    | Game Boy Color    |
| Pokémon Stadium 2                                                           | 14 dicembre 2000  | 26 marzo 2001     | 10 ottobre 2001   | Nintendo 64       |
| Pokémon Mini                                                                | 16 novembre 2001  | 14 dicembre 2001  | 15 marzo 2002     | Console portatile |
| Pokémon Pinball: Rubino e Zaffiro                                           | 1º agosto 2003    | 25 agosto 2003    | 14 novembre 2003  | Game Boy Advance  |
| Pokémon Box: Rubino e Zaffiro                                               | 30 maggio 2003    | 12 luglio 2004    | 14 maggio 2004    | Game Cube         |
| Pokémon Channel                                                             | 18 luglio 2003    | 1º dicembre 2003  | 1º aprile 2004    | Game Cube         |
| Pokémon Colosseum                                                           | 21 novembre 2003  | 22 marzo 2004     | 14 maggio 2004    | Game Cube         |
| Pokémon Dash                                                                | 2 dicembre 2004   | 11 marzo 2005     | 14 marzo 2005     | Nintendo DS       |
| Pokémon XD: Tempesta Oscura                                                 | 4 agosto 2005     | 3 ottobre 2005    | 18 novembre 2005  | Game Cube         |
| Pokémon Link!                                                               | 20 ottobre 2005   | 6 marzo 2006      | 28 aprile 2006    | Nintendo DS       |
| Pokémon Mystery Dungeon: Squadra rossa e Squadra blu                        | 17 novembre 2005  | 18 settembre 2006 | 10 novembre 2006  | Nintendo DS       |
| Pokémon Ranger                                                              | 23 marzo 2006     | 30 ottobre 2006   | 13 aprile 2007    | Nintendo DS       |
| Pokémon Battle Revolution                                                   | 14 dicembre 2006  | 25 giugno 2007    | 7 dicembre 2007   | Nintendo Wii      |
| Pokémon Mystery Dungeon: Esploratori del tempo ed Esploratori dell'oscurità | 13 settembre 2007 | 20 aprile 2008    | 4 luglio 2008     | Nintendo DS       |
| Pokémon Battrio                                                             | 21 novembre 2007  | —                 | —                 | Cabinato arcade   |
| Pokémon Ranger: Ombre su Almia                                              | 20 marzo 2008     | 10 novembre 2008  | 21 novembre 2008  | Nintendo DS       |
| My Pokémon Ranch                                                            | 25 marzo 2008     | 9 giugno 2008     | 4 luglio 2008     | Nintendo Wii      |
| Pokémon Mystery Dungeon: Esploratori del cielo                              | 18 aprile 2009    | 12 ottobre 2009   | 20 novembre 2009  | Nintendo DS       |
| Pokémon Rumble                                                              | 16 giugno 2009    | 16 novembre 2009  | 20 novembre 2009  | Nintendo Wii      |
| PokéPark Wii: La grande avventura di Pikachu                                | 5 dicembre 2009   | 9 luglio 2010     | 1º novembre 2010  | Nintendo Wii      |
| Pokémon Ranger: Tracce di luce                                              | 6 marzo 2010      | 4 ottobre 2010    | 5 novembre 2010   | Nintendo DS       |
| Impara con Pokémon: avventura tra i tasti                                   | 21 aprile 2011    | —                 | 21 settembre 2012 | Nintendo DS       |
| Pokédex 3D                                                                  | 17 giugno 2011    | 6 giugno 2011     | 7 giugno 2011     | Nintendo 3DS      |
| Super Pokémon Rumble                                                        | 11 agosto 2011    | 24 ottobre 2011   | 2 dicembre 2011   | Nintendo 3DS      |
| PokéPark 2: Il mondo dei desideri                                           | 12 novembre 2011  | 27 febbraio 2012  | 23 marzo 2012     | Nintendo Wii      |
| Pokémon Conquest                                                            | 17 marzo 2012     | 18 giugno 2012    | 27 luglio 2012    | Nintendo DS       |
| Pokémon Tretta                                                              | 14 luglio 2012    | —                 | —                 | Cabinato arcade   |
| Pokémon Mystery Dungeon: I portali sull'infinito                            | 23 novembre 2012  | 24 marzo 2013     | 17 maggio 2013    | Nintendo 3DS      |
| Pokémon Rumble U                                                            | 24 aprile 2013    | 15 agosto 2013    | 29 agosto 2013    | Nintendo Wii U    |
| Pokémon Link: Battle!                                                       | 12 marzo 2014     | 13 marzo 2014     | 20 marzo 2014     | Nintendo 3DS      |
| Pokémon Art Academy                                                         | 19 giugno 2014    | 4 luglio 2014     | 24 ottobre 2014   | Nintendo 3DS      |
| Pokémon Shuffle                                                             | 18 febbraio 2015  | 18 febbraio 2015  | 18 febbraio 2015  | Android, iOS      |
| Pokémon Super Mystery Dungeon                                               | 17 settembre 2015 | 20 novembre 2015  | 19 febbraio 2016  | Nintendo 3DS      |
| Pokémon Rumble World                                                        | 19 novembre 2015  | 22 gennaio 2016   | 29 aprile 2016    | Nintendo 3DS      |
| Pokkén Tournament                                                           | 16 luglio 2015    | —                 | —                 | Nintendo Wii U    |
| Pokémon Picross                                                             | 2 dicembre 2015   | 3 dicembre 2015   | 3 dicembre 2015   | Nintendo 3DS      |
| Detective Pikachu                                                           | 3 febbraio 2016   | 23 marzo 2018     | 23 marzo 2018     | Nintendo 3DS      |
| Pokémon Duel                                                                | 21 aprile 2016    | 24 gennaio 2017   | 24 gennaio 2017   | Android, iOS      |
| Pokémon Go                                                                  | 7 luglio 2016     | 16 luglio 2016    | 22 luglio 2016    | Android, iOS      |
| Pokkén Tournament DX                                                        | 22 settembre 2017 | 22 settembre 2017 | 22 settembre 2017 | Nintendo Switch   |
| Pokémon Quest                                                               | 29 maggio 2018    | 29 maggio 2018    | 29 maggio 2018    | Nintendo Switch   |
| Pokémon Rumble Rush                                                         | 22 maggio 2019    | 22 maggio 2019    | 22 maggio 2019    | Android, iOS      |
| Pokémon Masters EX                                                          | 29 agosto 2019    | 29 agosto 2019    | 29 agosto 2019    | Android, iOS      |
| Pokémon Mystery Dungeon: Squadra di soccorso DX                             | 6 marzo 2020      | 6 marzo 2020      | 6 marzo 2020      | Nintendo Switch   |
| New Pokémon Snap                                                            | 30 aprile 2021    | 30 aprile 2021    | 30 aprile 2021    | Nintendo Switch   |
| Pokémon Unite                                                               | 21 luglio 2021    | 21 luglio 2021    | 21 luglio 2021    | Nintendo Switch   |
| Detective Pikachu: il ritorno                                               | 6 ottobre 2023    | 6 ottobre 2023    | 6 ottobre 2023    | Nintendo Switch   |

### Altri
Alcuni videogiochi della serie sono stati ripubblicati su altre console: Pokémon Rosso e Blu e Pokémon Giallo sono stati resi disponibili per Nintendo 3DS a partire dal febbraio del 2016, mentre titoli come Pokémon Pinball: Rubino e Zaffiro e Pokémon Ranger sono stati distribuiti tramite Virtual Console su Nintendo Wii U.
Nel maggio del 2017 è stata distribuita, tramite Google Play, una versione alfa di Pokéland; nonostante fosse prevista una versione alfa per iOS nella prima metà del 2018, il progetto è stato interrotto senza annunci ufficiali da parte di Pokémon Company, fino alla pubblicazione di Pokémon Rumble Rush nel maggio del 2019.
Nell'ottobre 2024 è stato pubblicato Gioco di Carte Collezionabili Pokémon Pocket, basato sull'omonimo gioco di carte collezionabili.

## Generazioni
Una delle caratteristiche principali dei videogiochi del franchise Pokémon è il loro raggruppamento in "generazioni" (世代?, sedai). Queste rappresentano suddivisioni cronologiche dei titoli in base a Pokémon, caratteristiche di gioco e ambientazioni comuni. Ogni qualvolta viene pubblicata una coppia di videogiochi della serie principale, che introduce nuovi Pokémon, una nuova regione e una storia e meccaniche di gioco inedite, ciò segna l'inizio di una nuova generazione Pokémon. Seguendo i videogiochi della serie principale, anche l'anime, i film, i manga, i giochi spin-off e il gioco di carte collezionabili vengono aggiornati con l'inizio di ogni nuova generazione, o sono ascrivibili a una di loro in base alla data di pubblicazione. Il franchise è entrato nella sua nona generazione il 18 novembre 2022 con i videogiochi Pokémon Scarlatto e Violetto.
Benché il concetto di "generazione" sia un costrutto non ufficiale, questa suddivisione è ampiamente utilizzata nella comunità di appassionati della serie e dalla stampa specializzata, e anche Game Freak e The Pokémon Company hanno fatto occasionalmente uso del termine.

### Prima generazione (1996–1999)
La prima generazione, chiamata così retroattivamente dopo l'uscita di Pokémon Oro e Argento, iniziò in Giappone nel 1996 con la pubblicazione dei videogiochi Pocket Monsters Aka e Midori (lett. "Pocket Monsters Rosso e Verde") per Game Boy. Quando qualche mese dopo i due giochi si rivelarono popolari, venne pubblicata anche una versione migliorata intitolata Pocket Monsters Ao (lett. "Pocket Monsters Blu"). Questa edizione venne riprogrammata ed esportata come Pokémon Rosso e Blu per il mercato internazionale nel corso del 1998 e 1999. Nel 1998 uscì anche Pokémon Giallo, basato su Rosso e Blu ma che si manteneva più simile alla serie anime. La prima generazione introdusse i primi 151 Pokémon e le caratteristiche basilari dell'intera serie, ovvero la cattura, l'allenamento, i combattimenti e lo scambio di Pokémon, le palestre e la Lega Pokémon. Ambientati nella regione di Kanto, questi titoli presentavano per la prima volta il concetto dell'allenatore rivale e di un'organizzazione criminale.
Le prime due stagioni dell'anime, Sekiei League e Orange Islands, fanno riferimento alla prima generazione. Appartengono inoltre a questa generazione i videogiochi spin-off per Game Boy Color Pokémon Pinball e Pokémon Trading Card Game e per Nintendo 64 Pokémon Snap, Pokémon Puzzle League e Pokémon Stadium. Nel gioco di carte collezionabili in questi anni furono pubblicati i set: Set Base, Jungle, Fossil, Team Rocket, Gym Heroes e Gym Challenge.

### Seconda generazione (1999–2002)
La seconda generazione iniziò in Giappone nel 1999 con l'uscita di Pokémon Oro e Argento per Game Boy Color. Il debutto internazionale avvenne invece nel corso del 2000 e 2001. Anche in questo caso venne sviluppata un'edizione migliorata, intitolata Pokémon Cristallo e pubblicata nel 2000. Nei giochi si esplora la regione di Johto e, al termine della Lega Pokémon, anche Kanto, ma qualche anno dopo gli eventi di Rosso e Blu. Questa generazione introdusse 100 nuovi Pokémon, portando il computo totale a 251. Le novità di gioco risiedevano nell'introduzione di un ciclo giorno-notte e settimanale, del sesso dei Pokémon, dell'accoppiamento per far nascere nuovi Pokémon tramite uova, dei Baby Pokémon, la possibilità di dare ai Pokémon strumenti da tenere, e una grafica migliorata che faceva pieno uso delle possibilità cromatiche del Game Boy Color. Vennero inoltre riequilibrate le lotte correggendo alcune debolezze e resistenze, sdoppiando in Attacco Speciale e Difesa Speciale la singola statistica Speciali presente nella prima generazione e introducendo nuove mosse e due tipi aggiuntivi: Acciaio e Buio. Cristallo fu inoltre il primo gioco della serie che permetteva di scegliere il sesso del protagonista e che dotava i Pokémon di una "danza" di battaglia che eseguono prima dello scontro.
La terza stagione della prima serie dell'anime, Gold and Silver, fa riferimento alla seconda generazione. Appartengono inoltre a questa generazione i videogiochi spin-off per Game Boy Color Pokémon Puzzle Challenge e per Nintendo 64 Hey You, Pikachu! e Pokémon Stadium 2. Nel gioco di carte collezionabili in questi anni furono pubblicati i set: Neo Genesis, Neo Discovery, Neo Revelation, Neo Destiny, Expedition, Aquapolis e Skyridge.

### Terza generazione (2002–2006)
La terza generazione iniziò nel 2002 con la pubblicazione di Pokémon Rubino e Zaffiro per Game Boy Advance. A questi fecero seguito nel 2003 i remake dei giochi di prima generazione Pokémon Rosso Fuoco e Verde Foglia e nel 2004 la versione migliorata Pokémon Smeraldo, ambientata sempre nella regione di Hoenn ma con una trama leggermente diversa e più ampia rispetto a Rubino e Zaffiro. Questa generazione introdusse 135 nuovi Pokémon, portando il computo totale a 386. Fu attuato un rinnovamento radicale della veste grafica, con conseguente aumento dei dettagli, e fu effettuata un'importante revisione del sistema delle statistiche, modificando i Valori Individuali dei Pokémon e revisionando i Punti Allenamento che il giocatore può assegnare alle singole statistiche per incrementarle. Vennero inoltre implementate la natura e le abilità dei Pokémon, le Gare Pokémon e le battaglie due contro due; si perse tuttavia l'alternanza giorno-notte e la danza di battaglia prima degli scontri, quest'ultima reintrodotta soltanto in Pokémon Smeraldo.
La seconda serie dell'anime, Advanced Generation, fa riferimento alla terza generazione. Appartengono inoltre a questa generazione i videogiochi spin-off per Game Boy Advance e Nintendo DS Pokémon Pinball: Rubino e Zaffiro, Pokémon Mystery Dungeon: Squadra rossa e Squadra blu, Pokémon Dash, Pokémon Link! e Pokémon Ranger e per Nintendo GameCube Pokémon Channel, Pokémon Box: Rubino e Zaffiro, Pokémon Colosseum e Pokémon XD: Tempesta Oscura. Nel gioco di carte collezionabili in questi anni furono pubblicati i set: EX Rubino e Zaffiro, EX Tempesta di Sabbia, EX Drago, EX Team Magma VS Team Idro, EX Leggende Nascoste, EX RossoFuoco e VerdeFoglia, EX Team Rocket Returns, EX Deoxys, EX Smeraldo, EX Forze Segrete, EX Specie Delta, EX La Leggenda di Mew, EX Fantasmi di Holon, EX Guardiani dei Cristalli, EX L'Isola dei Draghi ed EX Power Keepers.

### Quarta generazione (2006–2010)
La quarta generazione iniziò nel 2006 con la pubblicazione di Pokémon Diamante e Perla per Nintendo DS. A questi fecero seguito nel 2008 la versione migliorata Pokémon Platino e nel 2009 i remake di Oro e Argento, Pokémon Oro HeartGold e Argento SoulSilver. Questa generazione introdusse 107 nuovi Pokémon, portando il computo totale a 493. Tra le novità introdotte figurarono la nuova regione di Sinnoh, una grafica tridimensionale, una nuova classificazione delle mosse in fisiche e speciali, la possibilità di scambi e scontri multigiocatore online tramite la funzione Nintendo Wi-Fi Connection e la reintroduzione del ciclo giorno-notte e delle Gare Pokémon sotto la veste delle Super Gare Pokémon.
La terza serie dell'anime, Diamond & Pearl, fa riferimento alla quarta generazione. Appartengono inoltre a questa generazione i videogiochi spin-off per Nintendo DS Pokémon Ranger: Ombre su Almia, Pokémon Ranger: Tracce di luce, Pokémon Mystery Dungeon: Esploratori del tempo ed Esploratori dell'oscurità, Pokémon Mystery Dungeon: Esploratori del cielo e per Wii Pokémon Battle Revolution. Nel gioco di carte collezionabili in questi anni furono pubblicati i set: Diamante & Perla, Diamante & Perla - Tesori Misteriosi, Diamante & Perla - Prodigi Segreti, Diamante & Perla - Incontri Leggendari, Diamante & Perla - Alba Suprema, Diamante & Perla - Il Risveglio dei Miti, Diamante & Perla - Fronte di Tempesta, Platino, Platino - L'Ascesa dei Rivali, Platinum - Supreme Victors, Platino - Arceus, HeartGold & SoulSilver, HS - Forze Scatenate, HS - Senza Paura, HS - Battaglie Trionfali e Richiamo delle Leggende.

### Quinta generazione (2010–2013)
La quinta generazione iniziò nel 2010 con la pubblicazione di Pokémon Nero e Bianco per Nintendo DS e segnò la prima volta che due generazioni successive furono sviluppate per lo stesso supporto. Altro elemento di stacco rispetto alle generazioni precedenti, fu l'assenza di una terza versione migliorata, poiché nel 2012 vennero pubblicati invece due sequel, intitolati Pokémon Nero 2 e Bianco 2. Tutti i giochi di questa generazione sono ambientati nella regione di Unima e presentano 156 nuovi Pokémon, portando il computo totale a 649. Le novità di gioco risiedevano nell'introduzione delle stagioni, delle lotte in triplo e a rotazione e delle gare di ballo conosciute come Pokémon Musical.
La quarta serie dell'anime, Best Wishes!, e le sue stagioni fanno riferimento alla quinta generazione. Appartengono inoltre a questa generazione i videogiochi spin-off per Nintendo DS Impara con Pokémon: avventura tra i tasti e Pokémon Conquest, per Nintendo 3DS Super Pokémon Rumble e Pokémon Mystery Dungeon: I portali sull'infinito e per Wii e Wii U PokéPark 2: Il mondo dei desideri e Pokémon Rumble U. Nel gioco di carte collezionabili in questi anni furono pubblicati i set: Nero e Bianco, Nero e Bianco - Nuove Forze, Nero e Bianco - Vittorie Regali, Nero e Bianco - Destini Futuri, Nero e Bianco - Esploratori delle Tenebre, Nero e Bianco - Stirpe dei Draghi, Tesoro dei Draghi, Nero e Bianco - Confini Varcati, Nero e Bianco - Uragano Plasma, Nero e Bianco - Glaciazione Plasma e Nero e Bianco - Esplosione Plasma.

### Sesta generazione (2013–2016)
La sesta generazione iniziò in tutto il mondo nel 2013 con l'uscita di Pokémon X e Y per Nintendo 3DS, ambientati nella regione di Kalos. La completarono nel 2014 i remake di Rubino e Zaffiro Pokémon Rubino Omega e Zaffiro Alpha. Questa generazione introdusse 72 nuovi Pokémon, portando il computo totale a 721, oltre a 48 megaevoluzioni di specie già esistenti. Le novità furono una grafica totalmente tridimensionale, il nuovo tipo Folletto, le lotte aeree, gli incontri con gruppi di Pokémon selvatici, il Super Allenamento Virtuale per visualizzare e gestire i Punti Allenamento, e la compatibilità con la Banca Pokémon per trasferire i Pokémon con i giochi della quinta generazione.
La quinta serie dell'anime, XY, e le sue stagioni fanno riferimento alla sesta generazione. Appartengono inoltre a questa generazione i videogiochi spin-off per Nintendo DS Pokémon Link: Battle!, Pokémon Art Academy, Pokémon Shuffle, Pokémon Rumble World, Pokémon Super Mystery Dungeon, Pokémon Picross e Detective Pikachu, e per arcade e Wii U Pokkén Tournament. Nel gioco di carte collezionabili in questi anni furono pubblicati i set: XY, XY - Fuoco Infernale, XY - Colpi Furiosi, XY - Forze Spettrali, XY - Scontro Primordiale, XY - Furie Volanti, XY - Antiche Origini, XY - Turboblitz, XY - Turbocrash, XY - Destini Incrociati, XY - Vapori Accesi e XY - Evoluzioni.

### Settima generazione (2016–2019)
La settima generazione iniziò in tutto il mondo nel 2016 con l'uscita di Pokémon Sole e Luna per Nintendo 3DS. A questi fecero seguito nel 2017 le versioni migliorate Pokémon Ultrasole e Ultraluna, ambientate sempre nella regione di Alola, e nel 2018 Pokémon: Let's Go, Pikachu! e Let's Go, Eevee! per Nintendo Switch, remake di Pokémon Giallo che mutua però parte del gameplay di Pokémon Go. Ciò segnò il primo cambio di console all'interno dei titoli di una stessa generazione. Questa generazione introdusse 88 nuovi Pokémon, portando il computo totale a 809, oltre a 18 forme regionali di Alola di specie già esistenti. La settima generazione segnò una svolta decisiva nella meccanica di gioco, in quanto rimosse le palestre e le medaglie, che erano stati elementi centrali nel completamento dei giochi fino a quel punto, sostituendoli con il giro delle isole. Un'altra novità fu rappresentata dalle mosse Z, che trasformano le mosse dei Pokémon in attacchi più potenti.
La sesta serie dell'anime, Sole e Luna, fa riferimento alla settima generazione. Appartengono inoltre a questa generazione i videogiochi spin-off Pokkén Tournament DX e Pokémon Quest. Nel gioco di carte collezionabili in questi anni furono pubblicati i set: Sole e Luna, Sole e Luna - Guardiani Nascenti, Sole e Luna - Ombre Infuocate, Leggende Iridescenti, Sole e Luna - Invasione Scarlatta, Sole e Luna - Ultraprisma, Sole e Luna - Apocalisse di Luce, Sole e Luna - Tempesta Astrale, Sole e Luna - Trionfo dei Draghi, Sole e Luna - Tuoni Perduti, Sole e Luna - Gioco di Squadra, Sole e Luna - Legami Inossidabili, Sole e Luna - Sintonia Mentale, Sole e Luna - Destino Sfuggente e Sole e Luna - Eclissi Cosmica.

### Ottava generazione (2019–2022)
L'ottava generazione è iniziata in tutto il mondo nel 2019 con l'uscita di Pokémon Spada e Scudo per Nintendo Switch. Questi titoli sono stati affiancati da Pokémon Diamante Lucente e Perla Splendente, remake della 4° generazione e Leggende Pokémon: Arceus, un prequel di Pokémon Diamante e Perla. Questa generazione introduce la regione di Galar e 91 nuovi Pokémon, portando il computo totale a 898, oltre a 13 forme regionali di Galar di specie già esistenti. I giochi riportano al centro del gameplay le palestre e le medaglie. Le novità sono costituite da forme giganti di Pokémon chiamate Dynamax e Gigamax, dai Raid Dynamax, che permettono di collegarsi online ad altri giocatori per combattere un Pokémon gigantesco, e dalle Terre Selvagge, una vasta zona dove i Pokémon girano liberi e visibili. Viene introdotta la compatibilità con Pokémon Home, servizio disponibile sia per Nintendo Switch che per Android ed iOS, che permette di trasferire nei giochi i pokémon provenienti dalla Banca Pokémon, ampliando le funzionalità di quest'ultima.
La settima serie dell'anime, Esplorazioni Pokémon, è ambientata in tutte le regioni del mondo Pokémon ed è basata sugli eventi di tutti i giochi della serie principale, inclusi i titoli di ottava generazione. Appartengono inoltre a questa generazione il videogioco spin-off Pokémon Mystery Dungeon: Squadra di soccorso DX (remake dei titoli di terza generazione Pokémon Mystery Dungeon: Squadra rossa e Squadra blu e primo remake di un gioco non appartenente alla serie principale) e New Pokémon Snap.

### Nona generazione (2022–)
Il 27 febbraio 2022 vengono annunciati tramite un Pokémon Presents i giochi Pokémon Scarlatto e Violetto per Nintendo Switch, che danno ufficialmente inizio alla nona generazione. Nel trailer vengono anche rivelati i Pokémon iniziali dei nuovi giochi, Sprigatito, Fuecoco e Quaxly. I videogiochi sono stati pubblicati il 18 novembre 2022.

## Modalità di gioco
I titoli della serie principale di Pokémon si presentano come dei videogiochi di ruolo. Il giocatore controlla direttamente il personaggio principale, spostandolo nel mondo fittizio e interagendo con diversi oggetti e persone. Il giocatore può portare con sé fino a un massimo di sei Pokémon, mentre i rimanenti possono essere depositati in dei box in attesa di utilizzo. Percorrendo la regione, il giocatore attraversa differenti tipi di terreno: erba alta, foreste, grotte e percorsi acquatici, in cui dimorano diverse specie di Pokémon selvatici che appaiono in modo casuale. In queste zone sono ugualmente presenti allenatori non giocanti che sfidano il giocatore a combattere contro i loro Pokémon. Il gioco comincia quando il giocatore riceve un Pokémon iniziale dal professore Pokémon della regione. Esplorando la regione, catturando ed evolvendo Pokémon e sconfiggendo in battaglia altri allenatori, il giocatore aumenta il numero e la forza dei Pokémon a propria disposizione.
Quando il giocatore incontra un Pokémon selvatico o viene sfidato da un allenatore, l'azione passa a una scena di battaglia a turni, in cui i Pokémon del giocatore e quelli avversari si affrontano con le loro abilità in scontri uno contro uno. In battaglia il giocatore può scegliere di utilizzare una delle quattro mosse del Pokémon, ricorrere a uno strumento, cambiare creatura o tentare la fuga (solo nel caso di incontri con Pokémon selvatici). Ogni Pokémon e attacco appartengono a uno o più tipi che si rivelano più o meno efficaci contro tipi differenti in base a un sistema di debolezze e resistenze. I Pokémon possiedono un ammontare di Punti Salute (PS); quando questi vengono ridotti a zero, la creatura sviene e non è più in grado di combattere fino a quando la sua salute non è ripristinata con strumenti o presso i Centri Pokémon. Quando un Pokémon del giocatore sconfigge un avversario, riceve un numero di punti esperienza proporzionale alla forza del Pokémon battuto. Dopo aver accumulato abbastanza esperienza un Pokémon sale di livello, incrementando le sue statistiche e apprendendo nuove mosse. Raggiungendo determinati livelli alcuni Pokémon possono evolvere, modificando il loro aspetto e le statistiche.
La cattura dei Pokémon è un altro elemento essenziale del gioco. Durante un incontro con un Pokémon selvatico, il giocatore può lanciargli una Poké Ball; se la cattura ha successo il Pokémon entrerà in possesso del giocatore. I giochi permettono ai giocatori di scambiare creature tra due titoli. Questa operazione è necessaria per completare il Pokédex, dato che ognuna delle due versioni presenta dei Pokémon esclusivi e che alcune specie si evolvono solo scambiandole.